# Atelopus balios
Atelopus balios is een kikker uit de familie padden (Bufonidae) en het geslacht klompvoetkikkers (Atelopus). De soort komt endemisch voor in Ecuador. Atelopus balios werd voor het eerst wetenschappelijk beschreven door James Arthur Peters in 1973.

## Voorkomen
Atelopus balios leeft in laaglandregenwoud op hoogtes van 200 tot 460 meter boven zeeniveau. Het leeft met name nabij riviertjes en beekjes. Atelopus balios komt van nature in een relatief klein gebied voor in het Pacifische laagland van zuidwestelijk Ecuador met populaties in de provincies Azuay, Cañar en Guayas.
Lange tijd dateerden de laatste waarnemingen uit 1995. Hierdoor werd Atelopus balios in 2004 door de internationale natuurbeschermingsorganisatie IUCN de status van 'kritiek' toegewezen. In 2011 werd naar aanleiding betrouwbare berichten van een lokale gemeenschap over recente waarnemingen een wetenschappelijke expeditie opgezet, waarbij uiteindelijk tijdens een nacht een volwassen Atelopus balios werd gevonden in een gebied met boerderijen en regenwoud. Later werden bij de Río Patul in het grensgebied van Cañar en Azuay meerdere volwassen exemplaren evenals kikkervisjes van Atelopus balios waargenomen.

## Kenmerken
Atelopus balios is een kleine pad van 3 tot 3,5 centimeter lang. Het dier heeft een lang en slank lichaam en zeer lange poten. De huid is lichtgroengeel met kleine zwarte vlekken en een oranjerood gebied op de romp. De handpalmen en voetzolen zijn oranjerood van kleur. De onderzijde van het lichaam is lichtgeel gekleurd. Atelopus balios is dagactief en een op de grond levend dier, hoewel het ook op lage vegetatie wordt aangetroffen.

## Fokprogramma
Na de herontdekking van Atelopus balios in 2011 zette het Centro Jambatu een fokprogramma op voor de soort. In 2011 en 2012 werd dit programma met mannelijke en vrouwelijke dieren uit het gebied van de Río Patul opgestart.